# Funzione massimale di Hardy-Littlewood
In analisi matematica, la funzione massimale di Hardy-Littlewood associata a una funzione {\displaystyle f} assolutamente integrabile (cioè, {\displaystyle f\in L^{1}(\mathbb {R} )}) è la funzione {\displaystyle f^{*}} definita dalla relazione
{\displaystyle f^{*}(x)=\sup _{t>0}{\frac {1}{2t}}\int _{x-t}^{x+t}|f(s)|ds}.
Più in generale, per funzioni multivariate {\displaystyle f\in L^{1}(\mathbb {R^{n}} )}, 
{\displaystyle f^{*}(x)=\sup _{B}{\frac {1}{|B|}}\int _{B}|f(s)|ds}, 
dove {\displaystyle B} varia tra le sfere di raggio positivo centrate in {\displaystyle x} e {\displaystyle |B|} indica la loro misura.
Poiché {\displaystyle f} è assolutamente integrabile, per ogni {\displaystyle t>0} e per ogni {\displaystyle x\in \mathbb {R} }, si ha la stima {\displaystyle {\frac {1}{2t}}\int _{x-t}^{x+t}|f(s)|ds\leq {\frac {1}{2t}}2t\lVert f\rVert _{L^{1}}=\lVert f\rVert _{L^{1}}}: {\displaystyle f^{*}} è quindi ben definita in ogni punto.
Se {\displaystyle f} è continua, {\displaystyle \lim _{t\to 0}{\frac {1}{2t}}\int _{x-t}^{x+t}|f(s)|ds=f(x)}, perciò {\displaystyle f^{*}(x)\geq f(x)} per ogni {\displaystyle x} in {\displaystyle \mathbb {R} }. 
Si osservi che il limite {\displaystyle \lim _{t\to 0}{\frac {1}{2t}}\int _{x-t}^{x+t}|f(s)|ds=f(x)} è alla base della dimostrazione del fatto che la funzione integrale {\displaystyle F} di una funzione continua {\displaystyle f} è derivabile e {\displaystyle F'=f.} L'interesse principale nella funzione massimale di Hardy-Littlewood sta nel suo uso nella dimostrazione del Teorema di Lebesgue, che estende parzialmente il risultato precedente al caso in cui {\displaystyle f} non sia continua.